# Evangelista tecnológico
O Evangelista Tecnológico, ou Evangelista de Tecnologia, ou Evangelista de Negócios, é um especialista da comunicação capaz de convencer as massas para a uso/adoção de determinado produto e serviço tecnológico divulgando seu potencial, sendo geralmente empregado por empresas que desejam estabelecer suas tecnologias (proprietárias ou livres) como o "padrão" ou formar uma tendencia de mercado. É um estrategista C-level (títulos corporativos) importante para a manutenção da longevidade, resiliência e, reputação de uma empresa.
O termo "evangelista tecnológico" foi cunhado por Mike Murray na década de 80 quando trabalhava na Apple na equipe que desenvolveu o computador Macintosh. A primeira pessoa que foi reconhecida publicamente como um evangelista tecnológico foi o seu companheiro de trabalho na Apple, Mike Boich. 
Em geral, um evangelista tecnológico está intimamente envolvido com a estratégia de desenvolvimento do produto, marketing, divulgação, treinamento e é habilidoso em convencer as massas a adotar novos métodos e costumes através de inovações tecnológicas. No caso da Apple, em 1984, o objetivo dos seus evangelistas tecnológicos era convencer a população por que pessoas comuns deveriam ter um computador pessoal em casa e também a razão pela qual deveriam adotar a plataforma da Apple em lugar das plataformas oferecidas pelos seus concorrentes.
Outros exemplos de evangelistas tecnológicos são aqueles profissionais que advogam a utilização de plataformas livres, como o Linux, e também aqueles que defendem plataformas proprietárias, como o Windows. Ou também aqueles que advogam a utilização de computação em nuvem, redes sociais e quaisquer inovações tecnológicas.
Algumas empresas têm um evangelista tecnológico interno, que em geral é um profissional ou equipe dedicada a encorajar os demais funcionários na utilização de novos métodos ou tecnologias.

## Notáveis evangelistas
Alguns exemplos de notáveis evangelistas tecnológicos são inovadores luminares como Steve Jobs da Apple, Bill Gates da Microsoft, Vint Cerf, um dos pais da Internet, e o autor de best-sellers Guy Kawasaki, entre outros.